# Dör
Dör è un comune di 628 abitanti situato nella contea di Győr-Moson-Sopron, nell'Ungheria nordoccidentale.